# ابراهیم کریمی
ابراهیم کریمی (زاده ۱۵ اسفند ۱۳۶۴) بازیکن سابق فوتبال ایران است، که سابقه عضویت در تیم‌های راه‌آهن تهران، بادران، کارون و اروند خرمشهر را در کارنامه خود دارد.